# Comté de Berthier
Pour les articles homonymes, voir Berthier.
Le comté de Berthier était un comté municipal du Québec ayant existé entre 1855 et 1er janvier 1982. 
Le territoire qu'il couvrait est aujourd'hui compris dans la région administrative de Lanaudière et correspond à une partie des actuelles municipalités régionales de comté (MRC) d'Autray et de la Matawinie. Son chef-lieu était la municipalité de Berthierville. 

## Histoire
Le comté de Berthier est en grande partie issue de la seigneurie de Berthier concédée par Jean Talon en	1672.
Origine et signification du nom de la circonscription :
La circonscription de Berthier se situe dans la partie est de la région de Lanaudière, s'étendant du fleuve Saint-Laurent jusqu'aux montagnes des Laurentides. Elle a été fondée en 1829.
En 1672, Isaac-Alexandre Berthier, seigneur de Villemur et capitaine au régiment de l'Allier, arrivé au Québec en 1665, reçoit de l'intendant Jean-Talon une seigneurie issue de la division de l'ancienne seigneurie de Bellechasse, qu'il renomme Berthier. L'année suivante, il acquiert une seconde seigneurie en amont de Trois-Rivières, auprès d'Hugues Randin, ingénieur et cartographe, et lui donne également le nom de Berthier. Pour éviter toute confusion, Alexandre Berthier rétablit le nom original pour la seigneurie de Bellechasse. Toutefois, le public continuera à distinguer les deux lieux sous les appellations de Berthier-d'en-haut (Berthierville, dans Lanaudière) et Berthier-d’en-Bas, ce dernier devenant plus tard Berthier-sur-Mer.

## Municipalités situées dans le comté
- Berthierville (créé en 1852 sous le nom de Berthier; renommé Berthierville en 1942[3])
- Lanoraie-D'Autray (détaché de Saint-Joseph-de-Lanoraie en 1948; regroupé de nouveau avec cette dernière en 2000 pour former Lanoraie[4])
- Lavaltrie (détaché de Saint-Antoine-de-Lavaltrie en 1926[5])
- La Visitation-de-l'Île-Dupas (créé en 1855 sous le nom de L'Isle du Pads; renommé La Visitation-de-la-Sainte-Vierge-de-l'Isle-du-Pads en 1969; renommé La Visitation-de-l'Île-Dupas en 1981[6])
- Saint-Antoine-de-Lavaltrie (créé en 1855; fusionné à Lavaltrie en 2001[5])
- Saint-Barthelémi (créé en 1855; renommé Saint-Barthélemy en 1983[7])
- Saint-Cuthbert (créé en 1855[8])
- Saint-Damien (détaché de Saint-Gabriel-de-Brandon en 1870[9])
- Sainte-Geneviève-de-Berthier (créé en 1855[10])
- Saint-Gabriel (détaché de la municipalité de paroisse de Saint-Gabriel-de-Brandon en 1892 sous l'appellation de municipalité de village de Saint-Gabriel-de-Brandon; renommé Saint-Gabriel en 1967[11])
- Saint-Gabriel-de-Brandon (créé en 1855[11])
- Saint-Ignace-de-Loyola (détaché de L'Isle du Pads en 1897[12])
- Saint-Joseph-de-Lanoraie (créé en 1855; regroupé avec Lanoraie-D'Autray en 2000 pour former Lanoraie[4])
- Saint-Michel-des-Saints (créé en 1885[13])
- Saint-Norbert (créé en 1855[14])
- Saint-Viateur (détaché de Saint-Cuthbert en 1912; fusionné de nouveau à celui-ci en 1998[8])
- Saint-Zénon (créé en 1895[15])

## Formation
Le comté de Berthier comprenait lors de sa formation les paroisses et établissements de l'Île Saint-Ignace, l'Île du Pads, Berthier, Lanoraie, Lavaltrie, Saint-Norbert, Saint-Cuthbert, Saint-Barthélemi, de Saint-Gabriel ainsi que le canton de Brandon.